# Carlaw Park
Carlaw Park était un stade situé à Parnell, dans la banlieue d'Auckland en Nouvelle-Zélande.
Inauguré en 1921 et d'une capacité de 17 000 places à sa fermeture en 2002, il accueille de nombreuses rencontres de rugby à XV, à XIII et de football. 

## Historique
Le terrain et les tribunes sont construits en 1916 et le stade accueille, à partir de 1921, des rencontres de rugby à XIII. Il reçoit le nom de James Carlaw, président de la ligue de rugby d'Auckland qui était devenu propriétaire du terrain en 1920. Le stade est officiellement inauguré le 25 juin 1921 par une rencontre opposant City Rovers à Maritime, City Rovers s'imposant sur le score de 10 à 8 devant 7 000 spectateurs. Herb Lunn marque le premier essai et Eric Grey inscrit le premier but sur ce terrain. La ligue de rugby d'Auckland devient propriétaire du terrain en 1974 pour 200 000 NZD.
Au cours de son histoire, le Carlaw Park accueille de nombreuses rencontres de la Coupe du monde de rugby à XIII. Entre 1924 et 1999, 68 test-match se dispute dans l'enceinte dont le seul test-match de la tournée de l'équipe de France de rugby à XIII en 1951. Le stade accueille également à la fin des années 1950 de nombreuses rencontres de l'équipe de Nouvelle-Zélande de football. L'affluence la plus importante est atteinte lors de la tournée de la Grande-Bretagne en 1928 avec 28 000 spectateurs.
En août 2006, la ligue de rugby d'Auckland passe un accord de location pour la transformation du stade en maison de retraite mais des études sont cependant réalisées pour sa réhabilitation en vue de la Coupe du monde de rugby à XV 2011,. Les problèmes de bail, de travaux complémentaires nécessaires et de circulation automobile font que le gouvernement ne retient pas cette option malgré un financement de 200 millions de dollars proposé par les défenseurs du stade,. Carlaw Park est finalement remplacé par des immeubles de bureaux et des parkings en 2008.

## Événements
- Coupe du monde de rugby à XIII 1968
- Coupe du monde de rugby à XIII 1977